# Egzon Zeqiri
Egzon Zeqiri (født 22. juni 2000) er en dansk-albansk fodboldspiller, der spiller for Boldklubben Frem.

## Karriere

### Boldklubben Skjold
Egzon blev kåret som årets spiller, da han spillede i Københavnsserien i sin sidste sæson for Boldklubben Skjold. Egzon var også med til at vinde Fenix Trophy med BK Skjold.

### Boldklubben Frem
Egzon Zeqiri skiftede til Boldklubben Frem i sommeren 2023. Den 5. august 2023 debuterede Egzon for Frem mod Næsby Boldklub, og kampen endte med en 4-2 sejr til Næsby BK. Egzon scorede til 3-2 i kampen mod Næsby BK.

## Privatliv
Egzon blev født i København og er opvokset på Nørrebro.